# 2 Pallas
För andra betydelser, se Pallas (olika betydelser).
2 Pallas  är den andra asteroiden som upptäcktes (första Ceres). Upptäckten gjordes av den tyske astronomen Heinrich Wilhelm Olbers den 28 mars 1802 i Bremen. Den ansågs först vara en planet, liksom många andra tidiga asteroider. När man upptäckt en stor mängd asteroider nedklassificerades de dock. Pallas är kanske den största himlakropp i solsystemet som inte är rund eller oval (en annan kandidat är Haumea).
Man tror att denna asteroid innehåller 7% av all massa i asteroidbältet. Med en diameter på cirka 530–565 km, ungefär samma eller något större än Vesta, men är 20% mindre massiv så hamnar den på tredje plats bland asteroider[källa behövs].
Den tillhör och den har givit namn åt asteroidgruppen Pallas.

## Namn
Pallas är namngiven efter Pallas, dotter till Triton och vän och fostersyster med Athena i den grekiska mytologin. Precis som andra asteroider, är den astronomiska symbolen för Pallas upptäcktsnumret med en cirkel runt, ②. Men den har även en särskild symbol,  eller ibland .

## Observationer
Inga observationer med teleskop har hittills avslöjat några detaljer på Pallas yta och den har inte besökts av någon rymdsond. Vissa observationer har visat att asteroiden består till 7 procent av vatten.
Observationer gjorda 1978 och 1980 antydde att det fanns en måne i omloppsbana runt Pallas. En ockultation 1983 kunde avfärda denna uppgift.